# Drechslera ocella
Drechslera ocella är en svampart som först beskrevs av Faris, och fick sitt nu gällande namn av Subram. & B.L. Jain 1966. Drechslera ocella ingår i släktet Drechslera och familjen Pleosporaceae.   Inga underarter finns listade i Catalogue of Life.